# آلیسا بسکونوویچ
 آلیسا بوسکونوویچ  (به انگلیسی: Alisa Bosconovitch) (به ژاپنی: アリサ・ボスコノビッチ) یکی از شخصیت‌های ساختگی در مجموعه بازی‌های مبارزه‌ای تکن است که توسط شرکت باندای نامکو انترتینمنت ساخته شده‌است. او برای اولین بار در نسخه تکن ۶: شورش در مسیرخون (۲۰۰۸) ظاهر شده‌است. او اندیشه ایجاد شده توسط دکتر بوسکونوویچ است که می‌تواند با وسایلی همچون جت که مانند بال در پشتش قرار دارد، هنگام مبارزه کمی پرواز کند؛ و همچنین می‌تواند از اره‌هایی که در دست‌های خود جاسازی شده، با حریفان به مبارزه بپردازد. آلیسا دارای موهایی صورتی بنفش و چشمانی سبز است. او در نسخه‌های تکن ۶: شورش در مسیرخون در سال ۲۰۰۸، تکن تگ تورنومنت ۲ در سال ۲۰۱۲ ، تکن رولوشن در سال ۲۰۱۳، استریت فایتر در مقابل تکن در سال ۲۰۱۳، و تکن ۷ در سال ۲۰۱۵ حضور داشته‌است.
هارادا، تهیه‌کننده و توسعه دهنده سری تکن، او را به عنوان یک ربات ایجاد شده در تصویر و دختر دکتر بوسکونوویچ می‌داند. با این حال، نوشته‌های مجله خود را در کمپین بین‌المللی حقوق بشر، این مفهوم را می‌رساند که بخشی از او ممکن است انسان باشد. بر خلاف بسیاری از ربات‌ها، آلیسا دارای احساسات است. او فردی بسیار مهربان است و به شیوه‌ای مودبانه صحبت می‌کند و نسبت به احساسات دیگران حساس است. او همچنین ارزش‌های خانواده را می‌داند. آلیسا نمی‌خواهد با دشمنانش مبارزه کند و به آن‌ها آسیب بزند. بدیهی است، که او بسیار هوشمند است، که اغلب با اصطلاحات فنی صحبت می‌کند. در برخی از مواقع، زمانی که مردم به او می‌گویند که او یک ربات است، او این حقیقت را رد می‌کند و اصرار دارد که یک انسان است.

## تاریخچه

### تکن ۶: شورش در مسیرخون
در اعماق جنگل‌های سرسبز و پر رونق، مرکز تحقیقات واقع شده بود. این مرکز یک مرکز تحقیقاتی به نام بوسکنوویچ بود. این مرکز تحقیقات بسیار مهم بود، چون آن جا دارای تجهیزات مالی و نظامی برای حساس‌ترین گروه میشیما بود. کپسول روشن، که در آن یک دختر جوان به خواب کامل فرو رفته بود، واقع در هسته مرکز تحقیقات، یک اتاق که ارزشمندترین بخش آن بود. نام او: آلیسا بوسکنوویچ بود که توسط دکتر بوسکنوویچطراحی شد و به جین کازاما عرضه شد.
سفر آلیسا زمانی آغاز می‌شود که انسانی به نام لارس الکساندرسون، او را بیدار کرد. ناگهان شرکت G به آلیسا و لارس حمله کردند. آلیسا با استفاده از ارهٔ خود، آن‌ها را نابود کرد و سپس با لی چائولان، متحد شدند. لی چائولان علیه کازویا میشیما و شرکت G بود، درست مثل آلیسا و لارس. در پایان لارس و لی چائولان فهمیدند که آلیسا برای محافظت از جین کازاما ساخته شده بود. سپس آلیسا به لارس خیانت کرد. زافینا گفت که جین کازاما و کازویا میشیما، دو ستاره با ژن شیطانی بیدار هستند. زافینا گفت که برای پایان دادن به نسب میشیما، عزازیل باید بمیرد. ناگهان آزآزل طلایی جلوی لارس و جین کازاما ظهور کرد.

### استریت فایتر در مقابل تکن

آلیسا بسکونوویچ در استریت فایتر کراس تکن

در حال حاضر لارس الکساندرسون، رهبر کاریزماتیک سابق نیروی تکن است. در حال حاضر او باید پاندورا را نابود کند و از هر گونه جنگ نزدیک میان میشیما زایباتسو و شادالو، جلوگیری کند.
همانطور که لارس در حال راه رفتن بود، متوجه شد که باتری آلیسا دارد کم می‌شود و باید آن را شارژ کند. ناگهان لارس می‌بیند بلانکا دارد بارهای الکتریکی تولید می‌کند و از بلانکا کمک می‌خواهد؛ اما بلانکا با عصبانیت خواستار لارس را رد می‌کند و لارس و آلیسا، بلانکا را مورد ضرب و شتم قرار می‌دهند. لارس و آلیسا، پاندورا را پیدا می‌کنند. لارس سعی کرد که به جعبه صدمه بزند اما حتی نتوانست یک خراش روی آن بیندازد. سرانجام آلیسا نیز سر خود را داخل جعبه انداخت و با انفجار آن، جعبه هم منفجر شد. این برگی آشفته در برگه‌های مأموریت موفقیت‌آمیز لارس بود.

## طراحی و ظاهر آلیسا
لباس او شامل کفش‌های سفید، جوراب‌های سیاه و سفید، یک لباس ارغوانی و صورتی که به دامن می‌رسد، سینه بند او مانند دو رشته دور گردن او پوشش داده شده‌است، دو دستکش سفید که دست‌هایش را پوشش داده‌است، دو دستکش بنفش از ساعد دست تا نرم‌ترین قسمت دست می‌رسد و هم چنین دو گل سفید در موهای ا در سمت راست تعبیه شده‌است.
لباس دوم او شامل کفش‌های قرمز، جوراب سفید، یک لباس قرمز با دو راه راه سفید، یک مدال طلا و یک مدال سفید در زیر بلوز سفید آستین کوتاه و دستبندهای سفید در اطراف دست او است.

## دیگر رسانه‌ها
آلیسا به همراه لینگ شائویو، دو شخصیت کلیدی در فیلم تکن: انتقام خون هستند. نینا ویلیامز، در شرکت میشیما زایباتسو زیر دست رئیس این شرکت، جین کازاما است. آنا ویلیامز، خواهر او نیز، در شرکت G، زیر دست رئیس شرکت، کازویا میشیما است. آنا و نینا ویلیامز، که با هم خواهر هستند، هر دو به دنبال اطلاعاتی دربارهٔ یک دانشجو به نام شین کامیا هستند. آنا ویلیامز، برای این موضوع، دانشجویی چینی به نام لینگ شیایو را به عنوان یک جاسوس، اعزام می‌کند و جین کازاما نیز، برای این موضوع، ربات انسان نمایی، به نام آلیسا بوسکنویچ را اعزام کرد.
آلیسا اولین بار شیایو را زمانی دید که در اطراف مدرسه پیاده بود و یونیفورم مدرسه نپوشیده بود. شین کامیا دو بار اقدام به خودکشی کرد. شیایو هم این قضیه را فهمید و به آنا ویلیامز، ارائه داد. آلیسا، شیایو را که در حال جاسوسی بود، دید و به او اتهام جاسوسی زد و شیایو به او گفت:« تو در واقع یک ربات انسان نما هستی که توسط میشیما زایباتسو اعزام شده و به دنبال اطلاعات دربارهٔ شین کامیا هستی. وقتی شین دستگیر شد، آلیسا و شیایو با هم مبارزه کردند و برای شیایو آشکار شد که آلیسا یک ربات است.